# Jyske Bank Boxen
Jyske Bank Boxen est une salle omnisports située à Herning, Danemark. Il est sponsorisé par la Jyske Bank.

## Événements
- Concert de Lady Gaga (The Monster Ball Tour), 20 octobre 2010
- Championnat d'Europe féminin de handball 2010
- Concert de Britney Spears pour son Femme Fatale Tour, 10 octobre 2011
- Championnats d'Europe de natation en petit bassin 2013
- Championnat d'Europe masculin de handball 2014
- Concert de Lady Gaga (ArtRave: The Artpop Ball), le 27 septembre 2014
- Concert de Madonna (Rebel Heart Tour), 16 novembre 2015
- Championnat du monde féminin de handball 2023
- Championnat du monde masculin de handball 2025